# Agatha Christie
Agatha Mary Clarissa Miller  (Torquay, 15 september 1890 — Wallingford, 12 januari 1976) was een Britse schrijfster, die uitgroeide tot een van de meest succesvolle auteurs aller tijden. Haar werken werden in ten minste 108 talen vertaald en er zijn er wereldwijd ruim drie miljard van verkocht.
Agatha Christies oeuvre omvat 66 detectiveromans, twintig toneelstukken, vier non-fictiewerken, zes romans onder het pseudoniem Mary Westmacott en ongeveer 150 korte verhalen. Er zijn bijna 200 verfilmingen van en over Christies werk en over het leven van de auteur op het witte doek en de beeldbuis verschenen.
Ze is geestelijk moeder van onder meer Hercule Poirot, Miss Marple, Tommy en Tuppence en Mr. Harley Quin.

## Levensloop

### Jeugd

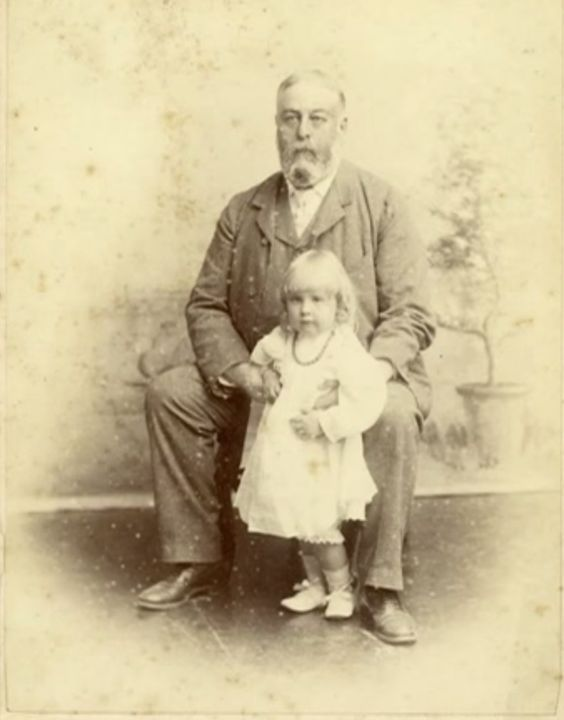
Agatha Christie met haar vader omstreeks 1892

Agatha Mary Clarissa Miller wordt op 15 september 1890 geboren in Torquay, een statige kust- en badplaats in Devon (Zuidwest-Engeland). Zij is de tweede dochter en het derde kind van de Amerikaan Frederick Alvah Miller en de Britse Clarissa Boehmer. Tien en elf jaar eerder werden in het gezin zus Margaret (Madge) en broer Louis (Monty) geboren. Agatha's vader heeft zijn fortuin geërfd van zijn vader (een handelaar in kleding en houdbare levensmiddelen). Hij is vaak in de Verenigde Staten, waar hij werkt als beurshandelaar. De "upper-middle-class"-familie Miller bewoont de in 1881 gekochte villa genaamd Ashfield, aan de rand van Torquay. Er is een grote tuin waarin Agatha veel speelt en er zijn dienstmeisjes. Agatha geniet van een onbezorgde jeugd. Ze is een rustig en wat dromerig meisje. Haar zus en broer zijn veel ouder en in de buurt wonen weinig kinderen. Ze speelt daarom veel alleen en is vaak samen met haar moeder, aan wie ze zich sterk hecht. 
Agatha gaat niet naar school. Haar moeder vindt dat niet nodig. Zij en Madge geven Agatha thuisonderwijs en leren haar piano- en mandolinespelen. Lezen en schrijven zou Agatha pas vanaf haar achtste moeten leren vindt haar moeder, maar ze leert zich dit uit nieuwsgierigheid naar boeken al zelf als ze vier en vijf jaar oud is. In 1896 vertrekt het gezin vanwege de gezondheidsproblemen van vader Frederick naar Zuid-Frankrijk. Deze streek staat bekend om haar warme klimaat en zuivere lucht. De Millers blijven er zes maanden. Agatha leert hier een paar Franse woordjes. In 1901 sterft haar vader aan een acute longaandoening.
Na het overlijden van vader Frederick raakt het gezin steeds meer in financiële problemen. Zus Madge is inmiddels getrouwd en verhuisd en broer Monty dient in het leger in de VS. Op 12-jarige leeftijd schrijft Agatha haar eerste gedichten en korte verhalen. Enkele daarvan worden gepubliceerd in regionale bladen. In de winter van 1905 verhuurt haar moeder Ashfield om inkomsten te genereren en vertrekt met Agatha naar Parijs. Agatha krijgt daar les op een internaat. Haar moeder keert na enkele maanden terug naar Torquay, terwijl Agatha nog twee jaar in Parijs zal blijven. In deze tijd probeert ze door te breken als professioneel pianiste en zangeres, hetgeen niet lukt. Haar zus Madge, die ook schrijft, wedt dat het Agatha niet zal lukken om een volwaardige misdaadroman te schrijven. Agatha zou de weddenschap jaren later uiteindelijk winnen. 
Agatha's moeder kampt met gezondheidsproblemen. Eind 1907 verhuurt zij Ashfield en ze reist met Agatha voor de winterperiode naar de destijds bij veel Britten populaire (en goedkope) vakantiebestemming Caïro. Het warme en zonnige klimaat doet Agatha's moeder goed. Na terugkomst in Torquay geniet Agatha van haar sociale leven: met vriendinnen uitgaan naar dansfeestjes, flaneren over de promenade langs het strand, rolschaatsen, amateurtheater, muziek maken. Tevens schrijft ze in deze jaren enkele korte verhalen. Ze biedt ze aan bij uitgevers, maar ze worden allemaal afgewezen.

### Eerste huwelijk en debuut

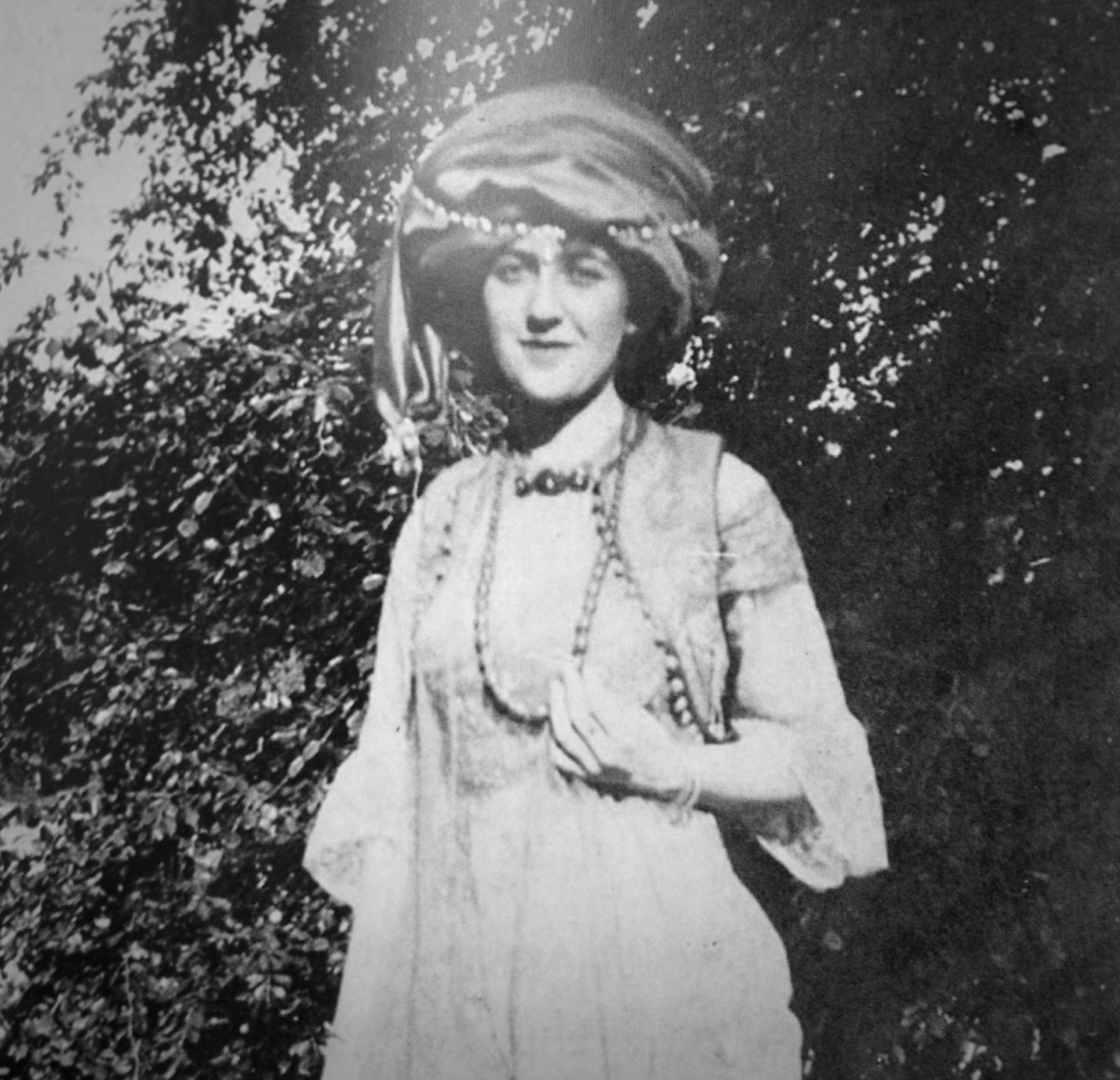
Agatha Christie in 1912

In 1912 heeft Agatha de ervaringen uit haar reis naar Caïro verwerkt in haar eerste roman - Snow Upon the Desert - en legt dit voor aan de bekende auteur Eden Phillpotts, die bij de Millers in de buurt woont. Phillpotts vindt dat Agatha 'talent voor dialoog' heeft, maar adviseert haar het werk opzij te leggen en vooral verder te gaan met schrijven. In 1914 ontmoet ze op een dansfeest de legerofficier Archibald Christie ('Archie') en beiden raken al snel verliefd. Archie doet haar na drie maanden al een huwelijksaanzoek, dat ze accepteert. De Eerste Wereldoorlog breekt kort daarna uit en Archie wordt in Frankrijk gestationeerd voor de RAF. Tijdens de kerstperiode is Archie even op verlof in Engeland en het stel maakt van deze gelegenheid gebruik om op kerstavond snel te trouwen. Kort na kerst vertrekt Archie weer naar Frankrijk. Agatha gaat eerst als verpleegster en later als apothekersassistente  in een militair noodhospitaal in Torquay werken. Hier maakt ze voor het eerst kennis met diverse soorten vergif.
Na de oorlog verhuizen Agatha en Archie naar Londen. Archie gaat daar in de financiële wereld werken. In 1919 wordt Rosalind, Agatha's eerste en enige kind, geboren. Drie gedichten - World Hymn, Dark Sheila en A Passing - zijn de eerste werken van Agatha die professioneel gepubliceerd worden. De gedichten vinden hun weg naar The Poetry Review en Poetry of Today.
Agatha leest graag detectiveromans en in het bijzonder Sherlock Holmes van Sir Arthur Conan Doyle, die samen met zijn vriend Watson misdaden oplost. Hieruit haalt Agatha veel inspiratie. In 1916 had ze haar eerste misdaadroman al geschreven, aangemoedigd door haar moeder: The Mysterious Affair at Styles. Hiermee wint ze de oude weddenschap met haar zus. Haar detective Hercule Poirot wordt in dit verhaal geïntroduceerd. De gewonde Belgische soldaten die ze verpleegde en de vele Belgische vluchtelingen die in Torquay opgevangen werden gaven haar inspiratie om haar detective een Belg te maken. Naar analogie met Watson in de Sherlock Holmesverhalen verschijnt in haar roman de figuur van Hastings. Het manuscript wordt diverse malen afgewezen en pas in 1920 is een uitgever (The Bodley Head) na enige aanpassing van het einde van het verhaal bereid het werk te publiceren. De roman wordt goed ontvangen. Agatha tekent een contract voor nog vijf boeken.
Archie wordt in 1922 door een bekende van hem uit het leger (Ernest Belcher) gevraagd om voor de British Empire Exhibition een reis rond de wereld te maken en daarbij de Britse koloniën bezoeken. De reis zal iets minder dan een jaar in beslag nemen en dient ter promotie van de grote tentoonstelling die in 1924 en 1925 in Londen zal worden gehouden. Agatha gaat mee met haar man en geniet van deze wereldreis. Na terugkomst wordt The Road of Dreams - een dichtbundel - uitgegeven door Geoffrey Bles. Het is het enige werk van Christies hand dat bij deze Londense uitgeverij wordt uitgegeven. Het werk verschijnt overigens niet in Nederlandse vertaling. 
De Christies verhuizen naar Londen, omdat Archie daar in de financiële wereld gaat werken. Ze wonen er in enkele appartementen en verhuizen vervolgens naar Sunningdale, bekend om zijn grote golfterrein. Ze noemen hun woning Styles, naar het landhuis dat centraal staat in Christies debuutroman. Het wereldschokkende The Murder of Roger Ackroyd verschijnt in 1926. Christie zou de lezer voor het spreekwoordelijke lapje gehouden hebben en de spanning in de schrijverswereld loopt zo hoog op, dat de auteur bijna geroyeerd wordt als lid van de prestigieuze Detection Club, een bolwerk van de crème de la crème van misdaadauteurs.

### Verdwijning

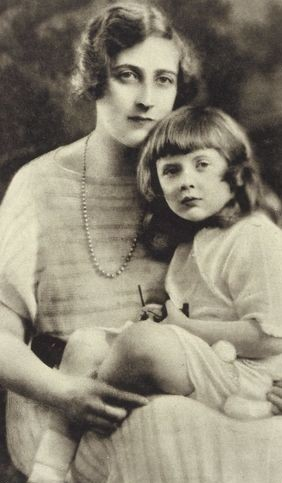
Agatha Christie met haar dochter Rosalind in 1926

In april 1926 overlijdt Agatha's moeder. Vier maanden later laat Archie weten te willen scheiden, omdat hij verliefd is op Nancy Neele - een vriendin van Major Belcher. De dood van haar moeder en het slechte huwelijk met Archie leiden tot een mentale terugslag voor Christie. Op 8 december 1926 verdwijnt ze spoorloos. Haar auto (met alleen wat kleding en een rijbewijs erin) wordt de volgende ochtend aan de rand van een steengroeve aangetroffen vlak bij Guildford. Christie wordt elf dagen later gevonden in een hotel in Harrogate, waar ze was ingecheckt onder de achternaam van de minnares van haar man. De politie en duizenden vrijwilligers hadden in het hele land gezocht naar de verdwenen auteur. Christie wordt ondergebracht in de woning van haar zus, waar ze voorlopig geen enkel contact met de buitenwereld zal hebben. De achtergronden van deze verdwijning zijn altijd onbekend gebleven en geven nog altijd aanleiding tot complottheorieën en gissingen. Een publiciteitsstunt en geheugenverlies zijn enkele van de verklaringen die worden geopperd. Christie zelf heeft zich nooit over deze verdwijning uitgelaten. Haar familie heeft altijd vastgehouden aan de theorie van het tijdelijke geheugenverlies. Auteur Jared Cade schreef een gedocumenteerd boek over deze periode. Volgens Agatha's dochter was dat boek bezijden de waarheid. Ze wilde het werk dan ook uit de boekhandels weren. Enkele naaste betrokkenen van Agatha Christie hebben echter verklaard zich te kunnen vinden in de bevindingen van Cades boek.

### Tweede huwelijk
Agatha en Archie scheidden in 1928. Agatha hield, op nadrukkelijk verzoek van haar uitgever, als schrijfster de achternaam Christie aan. Alibi was het eerste toneelstuk dat op de planken gebracht wordt. Agatha realiseerde zich dat ze nu wel moest schrijven om een inkomen te hebben - tijdens haar huwelijk schreef ze eigenlijk alleen omdat ze het leuk vond. Het schrijven viel zwaar en Agatha leed emotioneel nog onder de naweeën van het moeilijke jaar 1926. Ze wou op reis en kreeg tijdens een diner van een medegast de suggestie om eens naar Baghdad te gaan om opgravingen te bezoeken en de cultuur van het Midden-Oosten te ervaren. Dit deed ze en reisde met de Oriënt-Express via Istanbul naar Irak. Daar ontmoette ze in Ur de archeoloog Leonard Woolley. Deze nodigde haar uit om begin 1930 nog eens terug te komen om op de opgraving te verblijven. Ze nam deze uitnodiging aan en ontmoette er in februari 1930 Max Mallowan, een veertien jaar jongere archeoloog die als assistent van Woolley werkte. Hij leidde Agatha en andere gasten langs bezienswaardigheden in de omgeving. Er groeide een vriendschapsband. Later in Engeland deed Max haar een huwelijksaanzoek, dat Agatha accepteerde. Ze trouwden op 11 september 1930.
In 1931 kocht Agatha in Wallingford Winterbrook House. Dit lag handig dicht bij Oxford - waar Max vaak werkte - en niet te ver van Londen. Ze vergezelde Max tijdens opgravingswerkzaamheden in Tell Arpachiyah bij Mosoel. Er werden in 1936 ruim 10.000 exemplaren verkocht van Death in the Clouds; Christie kon daarmee voor het eerst bestsellerauteur genoemd worden. Het jaar daarna schreef ze het toneelstuk Akhnaton. Het stuk werd echter nooit opgevoerd. In boekvorm verscheen het werk pas in 1973.
In de jaren tussen 1930 en 1945 heeft Agatha een enorm productieve schrijfperiode gehad en haar meest succesvolle en beroemde detectiveromans schreef ze in deze tijd. Ze putte in veel van haar detectiveromans uit haar ervaringen in het Midden-Oosten, zoals in Moord op de Nijl. 
Haar geboortegrond in Torquay bleef trekken maar het gevoel dat ze er vroeger had is er niet meer. Torquay breidde uit en de sfeer was er veranderd. Agatha verkocht haar geboortehuis Ashfield. Daarna kocht ze in 1938 Greenway House als buitenhuis en vakantiewoning. Dit huis in het groen, uitkijkend over de Dart, had ze als kind al vaak gezien van op afstand. Dochter Rosalind trouwde in de Tweede Wereldoorlog in 1941 met Hubert Pritchard. Max verhuisde naar Caïro als Arabië-expert van het British War Department. Agatha zelf ging weer aan de slag als vrijwilligster in het hospitaal.
Vermoedelijk heeft Agatha in deze periode Curtain: Poirot's Last Case en Sleeping Murder (Miss Marples laatste) geschreven. Beide boeken werden in een kluis bewaard en mochten pas na de dood van de auteur gepubliceerd worden. In 1943 werd haar kleinzoon Mathew geboren. Onder het pseudoniem Mary Westmacott schreef Agatha Absent in the Spring; dit in slechts drie dagen tijd en zonder enige rust. Agatha's schoonzoon - en dus vader van kleinzoon Mathew - sneuvelde in de oorlog. In mei keerde Max terug naar Engeland. Het echtpaar nam opnieuw zijn intrek in Greenway House. Koningin Mary verzocht Agatha Christie - ter gelegenheid van haar verjaardag - een hoorspel voor BBC Radio te schrijven. The Mousetrap was het gevolg.
Agatha vergezelde Max naar Nimrud (Irak). Ze noemde haar geïmproviseerde onderkomen Beit Agatha (Agatha's huis). Dochter Rosalind trouwde met Anthony Hicks. Een columnist van de London Sunday Times onthulde de ware persoon achter het pseudoniem Mary Westmacott. Agatha trad toe tot de Royal Society of Literature. In 1950 ontmoette ze theaterimpresario Peter Saunders en legde ze de eerste regels van haar autobiografie vast op papier. The Mousetrap werd in 1952 voor de eerste maal ten tonele gebracht in Londen.

### Erkenning

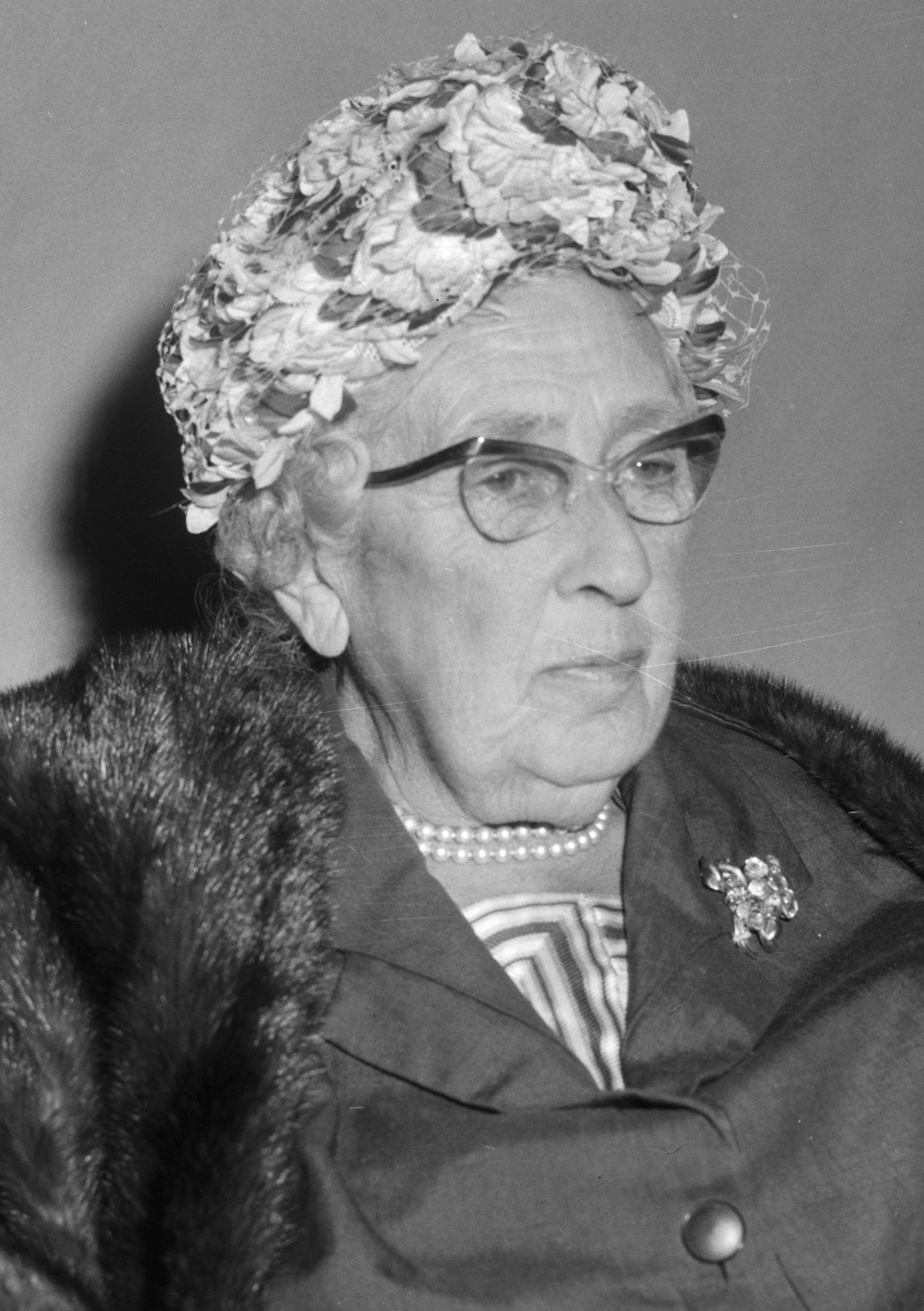
Agatha Christie in 1964

Agatha wint in 1954 the Grand Master Prize van de Mystery Writers of America. Het jaar daarna wordt Agatha Christie Limited opgericht, en in 1956 krijgt ze de versierselen van een "Commander of the British Empire" opgespeld. Ze mag de letters "CBE" achter haar naam plaatsen.
De auteur wordt ook benoemd tot voorzitter van The Detection Club (de vereniging waar ze vele jaren eerder nog bijna geroyeerd werd na het zogezegde valse spel in The Murder of Roger Ackroyd). Max rondt zijn opgravingen in Nimrud af. Ook Max wordt gedecoreerd en mag zich voortaan Max Mallowan CBE noemen.
De universiteit van Exeter kent Agatha Christie in 1961 een eredoctoraat in de letteren toe.
In 1962 overlijdt ex-man Archibald Christie. Agatha rondt haar autobiografie af in 1965 en Max publiceert zijn standaardwerk Nimrud and Its Remains. Max wordt ook geridderd. Als zijn echtgenote is Agatha nu "Lady Mallowan". Agatha wordt op haar beurt dan weer bevorderd tot "Dame Commander of the British Empire". Ze mag zich Dame Agatha Mallowan, of Dame Agatha Christie, laten noemen en de letters "DBE" achter haar naam plaatsen. Aan de schrijfstijl en opzet van haar boeken is sinds de jaren '60 te merken dat Christie ouder wordt. De kwaliteit neemt af; teksten worden wijdlopiger, dromeriger en inconsistenter. Ze worden echter nog volop verkocht en de lezers rekenen op hun jaarlijkse "Christie for Christmas". In de romans uit deze tijd kijkt Christie veel naar vroeger en geeft commentaar op de huidige tijd. Madame Tussauds onthult in 1972 een wassenbeeld van haar. Zelf raakt Christie zowel lichamelijk als geestelijk hulpbehoevender; haar geheugen gaat steeds verder achteruit en het schrijven valt almaar zwaarder. In 1973 verschijnt haar laatste roman Postern of fate, in het Nederlands verschenen als Moord in de bibliotheek. De schrijfstijl, het plot en het taalgebruik in deze roman verraden veel over haar persoonlijke gesteldheid. De tekst bevat veel herhalingen en grote onwaarschijnlijkheden en tegenstrijdigheden. 
In 1974 verschijnt ze voor het laatst in het openbaar op de première van het toneelversie van Moord in de Oriënt-Expres. Het is dan al duidelijk voor iedereen hoe zwak ze is. Agatha Christie overlijdt op 12 januari 1976 thuis in Wallingford, Oxfordshire. Ze wordt begraven op St. Mary's kerkhof in het nabijgelegen Cholsey. In augustus 1978 overlijdt ook Max Mallowan.

### Na haar dood

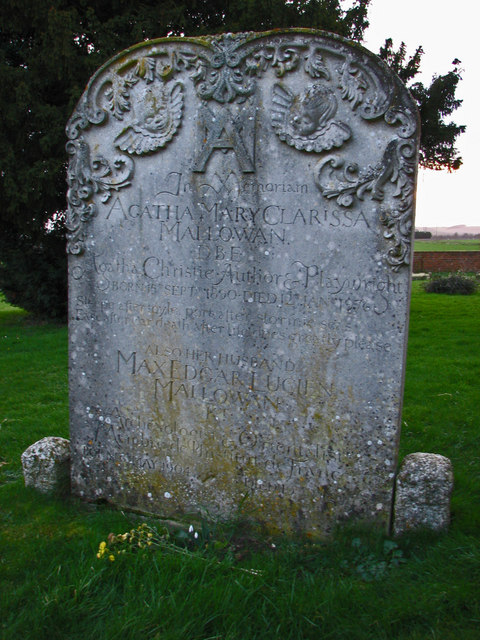
Graf van Agatha Christie

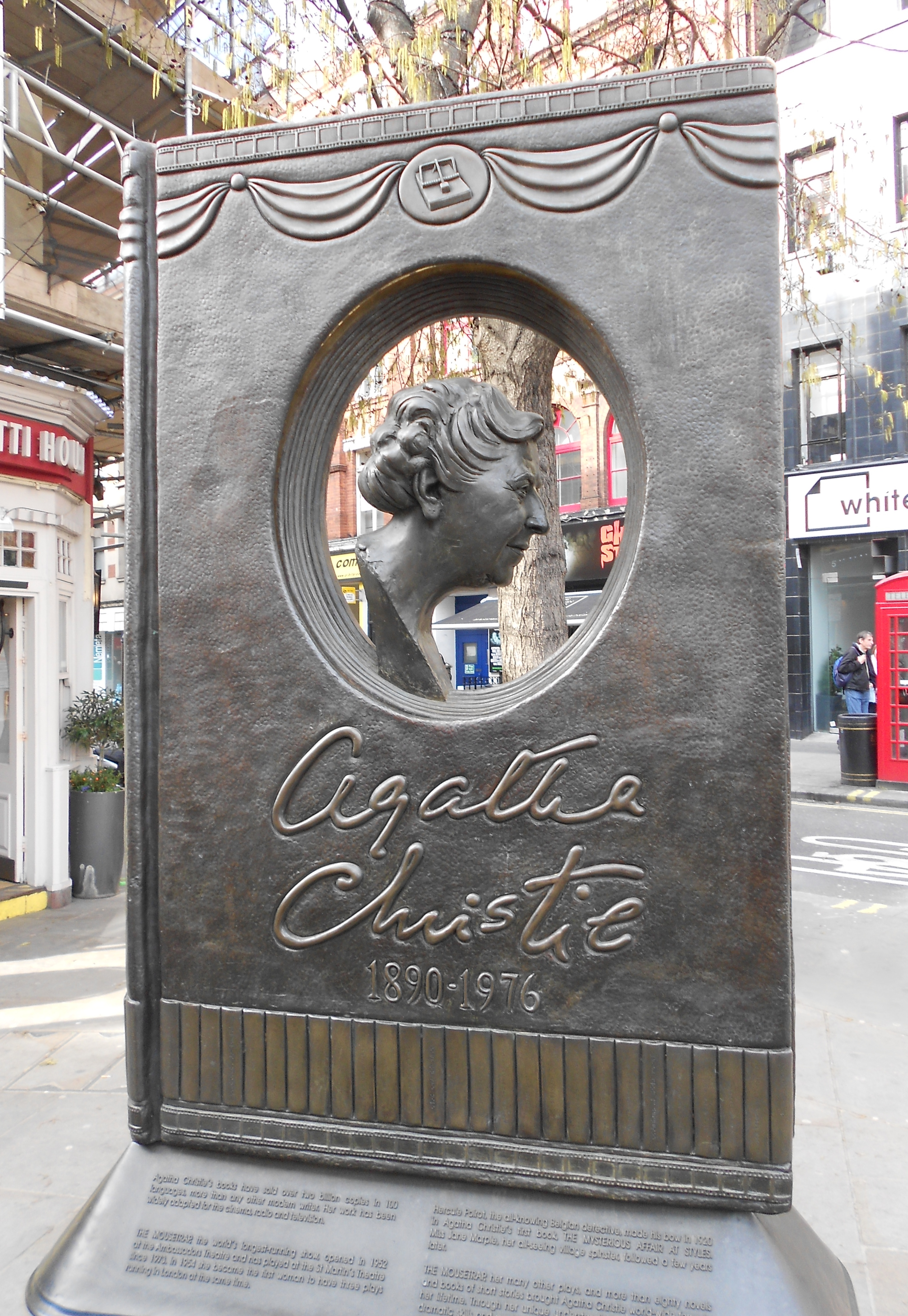
Monument ter nagedachtenis aan Christie in Londen

Christies autobiografie verschijnt in de boekhandels. Ook Mallowan's Memories belandt in menig boekenkast. Partners in Crime (een tiendelige televisieserie) verschijnt op de beeldbuis. De eerste vertolkingen van Miss Marple door Joan Hickson vinden hun weg naar een breed publiek.
David Suchet maakt in 1989 voor het eerst zijn opwachting als Hercule Poirot in de Poirot-televisiereeks. Christies 100e geboortedag, de Agatha Christie Centennial, wordt massaal luister bijgezet. De Agatha Christie Society wordt opgericht. Postuum verschijnen nog Black Coffee (bewerking van Charles Osborne uit 1997), en Unexpected Guest (Charles Osborne, 1999).

## Stijl en verhaaltechnieken
Bijna alle boeken van Agatha Christie zijn whodunits, gesitueerd in de Britse midden- en bovenklasse. Gewoonlijk stoot de detective toevallig op de moord, of wordt erbij geroepen door een kennis die erbij betrokken is. Geleidelijk ondervraagt de detective alle verdachten, en onderzoekt de plaats delict waarbij de lezer op alle clous gewezen wordt, zodat de lezer de zaak kan analyseren en het mysterie zelf proberen op te lossen. Meestal sterft er halfweg of tijdens de ontknoping een van de verdachten, dikwijls doordat deze de identiteit van de moordenaar achterhaald heeft en tot zwijgen gebracht moet worden. In enkele romans, waaronder En het einde is de dood en Tien kleine negertjes, zijn er meerdere slachtoffers. Uiteindelijk organiseert de detective een samenkomst met alle verdachten en wordt de dader bekendgemaakt, waarbij alle geheimen onthuld worden, soms over wel dertig pagina's of meer. De moorden zitten altijd ingenieus in elkaar, en er wordt meestal een vorm van misleiding gebruikt. De verhalen zijn bekend om hun strakke sfeer en sterke psychologische suspense. Twee keer is de moordenaar verrassend de onbetrouwbare verteller van het verhaal.
In vijf verhalen laat Christie de moordenaar ontsnappen aan de gerechtigheid (en in de laatste drie keurt ze de misdaad bijna impliciet goed): Witness for the Prosecution, The Man in the Brown Suit, Murder on the Orient Express, Curtain en The Unexpected Guest. In vele gevallen wordt de moordenaar niet voor het gerecht gebracht maar sterft (waarbij de dood een meer "sympathieke" uitkomst blijkt), bijvoorbeeld in Death Comes as the End, And Then There Were None, Death on the Nile, Dumb Witness, The Murder of Roger Ackroyd, Crooked House, Appointment with Death, The Hollow, Nemesis, en The Secret Adversary. In sommige gevallen speelt de detective hierbij een rol.

## Prijzen en onderscheidingen
- 1955 - Grand Master Award - (Edgar Allan Poe Awards)
- 1956 - Commandeur in de Orde van het Britse Rijk
- 1957 of 1961 - Eredoctoraat van de Exeter University
- 1971 - Dame Commander in de Orde van het Britse Rijk
- 1990 - The Top 100 Crime Novels of All Time - (Crime Writer's Association - UK) / 5. The Murder of Roger Ackroyd, 19. And Then There Were None, 83. Death Comes as the End
- 1995 - The Top 100 Crime Novels of All Time - (Mystery Writer's of America - USA) / 10. And Then There Were None, 12. The Murder of Roger Ackroyd, 19. Witness for the Prosecution, 41. Murder on the Orient Express
- 2000 - Best Writer of the Century - (Anthony Awards)
- 2000 - Best Series of the Century - (Agatha Christie's Hercule Poirot Anthony Awards)
- 2009 - Favourite Mysteries of the Century - (Poisoned Pen Awards) / 3. The Murder of Roger Ackroyd, 4. And Then There Were None

## Prijzen

### Prijzen vernoemd naar Agatha Christie
- Agatha Award (VS)
- Poirot Award (VS)
- Hercule Poirotprijs (B)
- Agatha Christie Krimipreis (D)

### Prijzen vernoemd naar Mathew Prichard
- Mathew Prichard Award (VK)

### VermeldingenGuinness-recordboek
- Meestverkochte auteur aller tijden
- The Mousetrap - Langstlopende theaterproductie aller tijden
- The Mousetrap - David Raven, meeste achtereenvolgende theatervertolkingen
- The Mousetrap - Nancy Seabrooke, 15 jaar onafgebroken actrice

## Cijfers
- Christies werk is in ten minste 108 talen verschenen. Daarnaast verschenen toneelscenario's van het werk van Agatha Christie in de Nederlandse dialecten Drents en Roermonds.
- In Nederland zijn naar schatting bijna 20 miljoen boeken van Agatha Christie verkocht.
- In Nederland werden destijds jaarlijks zo'n 100.000 boeken van Agatha Christie verkocht.
- Agatha Christie is – met afstand – de bestverkopende auteur aller tijden. UNESCO schat het aantal verkochte exemplaren op ruim 3,2 miljard.
- Als alle verkochte boeken van Agatha Christie in treinwagons voorbij razen, duurt het bijna 9 uur voordat alle wagons voorbijgereden zijn.
- Agatha Christie liet (omgerekend) 265.000 euro na. In verhouding met de royalty's die zij voor haar boeken moet hebben ontvangen, is dit slechts een gering bedrag.
- Rosalind Hicks – Agatha's dochter – stierf met een nalatenschap van ruim 900 miljoen euro. Enige erfgenaam: zoon Mathew.
- In 1974 werden er ruim drie miljoen exemplaren van Moord in de Oriënt-Expres verkocht, mede als gevolg van het uitkomen van de gelijknamige film.

## Trivia
- Max Mallowan beweerde ooit dat zijn vrouw Agatha gezegd zou hebben dat zij zich "geen betere echtgenoot dan een archeoloog zou kunnen wensen" omdat die vrouwen - hoe ouder ze worden - steeds interessanter zou vinden. Agatha ontkende deze uitspraak, maar nog steeds wordt dit citaat haar - her en der - hardnekkig toegeschreven.
- De rechten van het toneelstuk The Mousetrap kreeg kleinzoon Mathew Prichard.
- Agatha Christie was niet karig met het schenken van rechten van haar korte verhalen en boeken. Zo is een geliefde kerk van haar deels gerestaureerd dankzij de royalty's die de religieuze gemeenschap op haar rekening bij mocht laten schrijven.
- Ten tijde van Christies carrière had de Britse belastingdienst iemand fulltime in dienst om alle 'Christie-beslommeringen' te controleren en verwerken.
- De Russische muziekband Agata Kristi is vernoemd naar de bekende schrijfster.
- Agatha Christie (of karakters/titels uit haar werk) verscheen op postzegels in Antigua & Barbuda, Groot-Brittannië, Guinee, Isle of Man, Sierra Leone, Somalië en Oeganda.
- Martin Gainsford is de officiële (door Agatha Christie Ltd erkende en vaak ingehuurde) lookalike voor acteur David Suchet die op zijn beurt onsterfelijk geworden is door zijn vertolking van Hercule Poirot.
- Dumb Witness droeg Agatha Christie op aan haar hond Peter.
- Op een bepaald moment bezat Agatha Christie acht huizen.
- Jaarlijks leveren de royalty's van Agatha Christies boeken ruim vier miljoen dollar op.
- Agatha Christie was in de jaren 60 allesbehalve te spreken over Margaret Rutherfords vertolking van Miss Marple in vier films. Later zei Christie de actrice te bewonderen en droeg ze zelfs een boek aan haar op.
- Er zijn drie echte moordzaken bekend die Agatha Christie hebben geïnspireerd. De boeken: Sleeping Murder, The Pale Horse en Murder on The Orient Express.
- Harley Quinn was Agatha Christies favoriete personage. Aan Hercule Poirot had ze - lopende haar carrière - vaak een hekel. In detectiveschrijfster Ariadne Oliver kon Agatha Christie veel van haar eigen ervaringen kwijt.
- Toen Curtain in de boekwinkels verscheen (Poirot legt het loodje in dit werk), was dit wereldwijd nieuws. Er verschenen zelfs overlijdensadvertenties in vele dagbladen; in een Amerikaanse krant zelfs op de voorpagina.
- Agatha Christie had een aversie tegen haar bijnaam 'Aggie'.
- Agatha Christies favoriete componisten waren Elgar, Sibelius en Wagner.[3]
- Crooked House en Ordeal by Innocence noemde Agatha Christie haar beste boeken; The Mystery of the Blue Train vond ze haar slechtste pennenvrucht.
- Agatha Christie wilde niet dat een afbeelding van Hercule Poirot op een kaft van haar boeken zou verschijnen, zij weigerde dit.[4]
- Groen was de favoriete kleur van Agatha Christie.[5]
- De Doctor Who-aflevering The Unicorn and the Wasp uit 2008 gaf een fictieve verklaring voor Agatha Christies verdwijning. In deze aflevering toonde de Doctor een editie van Death in the Clouds uit de oplage van het jaar 5.000.000.000 en stelt hij dat Agatha Christie letterlijk de bestverkopende auteur aller tijden is.
- Ter gelegenheid van Agatha Christies 120e geboortedag werd in 2011 een prijsvraag gehouden om zelf te schrijven wat er in 1926 gebeurd zou kunnen zijn. Enkele van de ingezonden verhalen voor deze wedstrijd zijn door uitgeverij Parelz gebundeld in het boek 1926 - De verdwijning van Agatha Christie.